# Cylindromyrmex brasiliensis

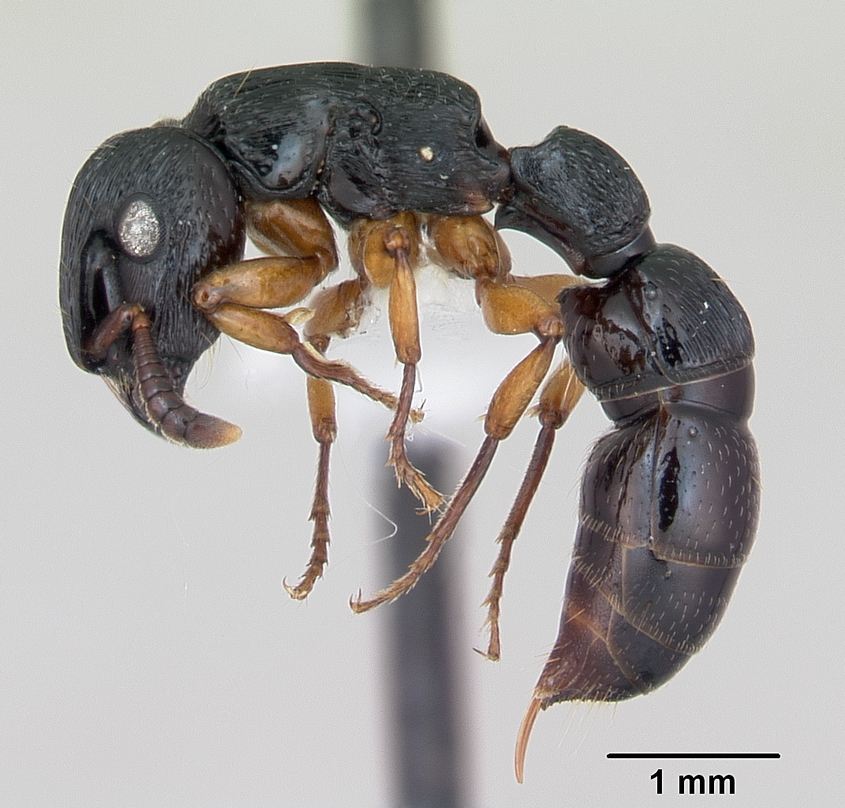
Cylindromyrmex brasiliensis

Cylindromyrmex brasiliensis (лат.) — вид тропических муравьёв рода Cylindromyrmex (Formicidae). Специализированы на питании различными видами термитов (термитофагия).

## Распространение
Неотропика. Южная Америка (Бразилия, Венесуэла, Парагвай).

## Описание
Мелкие узкотелые муравьи с короткими ногами и удлинённой головой. Длина тела от 5,56 до 8,48 мм (самки и самцы до 8,7 мм). Отличаются желтоватыми ногами, расположенными в задней части головы глазами, 
более тонкими и редкими продольными бороздками (в задней трети головы их около 20) и крупными выпуклыми глазами. Основная окраска чёрная и блестящая; ноги светлее. Голова, грудь и стебелёк покрыты продольными бороздками. Усики короткие, скапус достигает лишь половины длины головы. Обитают в древесных полостях и в термитниках. Биология малоисследована. Хищники, термитофаги.

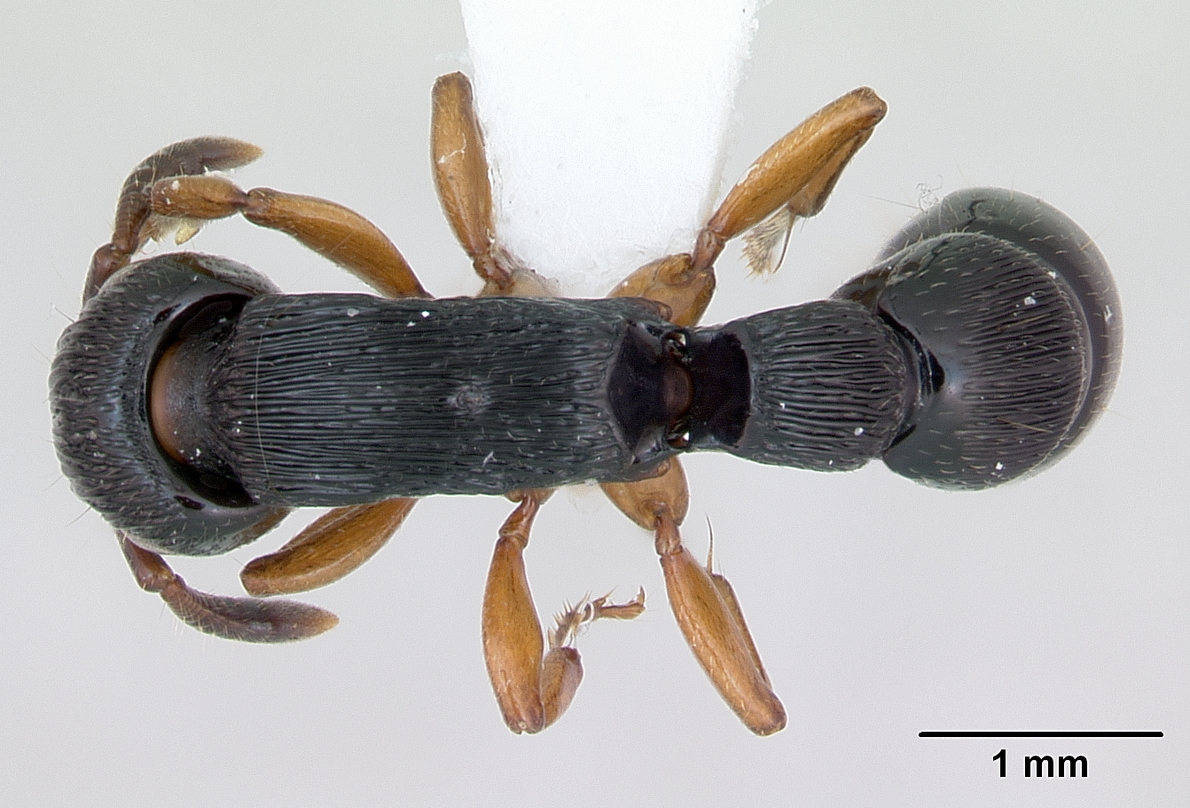

## Классификация
Вид был впервые описан в 1901 году по рабочим и самцам из Бразилии, имеет сложную таксономическую историю. Ранее, или включался в состав трибы Cylindromyrmecini, которая относилась к подсемейству Ponerinae, или в подсемейство Cerapachyinae. С 2016 года относится к Dorylinae.